# Magyar Fejlődésért Alapítvány
A Magyar Fejlődésért Alapítvány (MFA) az Index.hu portált üzemeltető cég, az Index.hu Zrt. tulajdonosa.
Az alapítványt 2017. március 20-án alapította az – akkor még ismeretlen tulajdonosi szerkezetű – NP Nanga Parbat 17 Tanácsadó Zrt. (Simicska Lajos és Bodolai László). 
Létrehozásának célja az volt, hogy a Simicska által opciós jogon megvásárolt Index.hu Zrt. ne Simicska irányítása alatt maradjon, mivel ez a szerkesztőség széthullását eredményezhette volna; ehelyett a tulajdonosoktól független alapítvány biztosított a szerkesztőség részére bizonyos fokú garanciát arra, hogy függetlenségüket meg tudják őrizni.
Az alapítvány kurátora (vezetője) és jogi képviselője Bodolai László.
Az alapítvány feletti alapítói jogokat gyakorló Nanga Parbat Zrt. 2018 szeptemberében Ziegler Gábor és Oltyán József NER-közeli vállalkozók tulajdonába került.